# 长果雪胆
长果雪胆（学名：Hemsleya dolichocarpa）为葫芦科雪胆属下的一个种。

## 扩展阅读
- 維基物種上的相關：长果雪胆